# Konurbacija
Konurbacija je region koji je nastao spajanjem više gradskih oblasti da bi formirao neprekidno – urbanu i industrijski – razvijenu oblast. U većini slučajeva, konurbacija je policentrična urbana aglomeracija, u kojoj je razvijen transportni sistem da bi se povezale oblasti u jedinstveno urbano tržište rada. Primer konurbacije je London i regioni koji ga okružuju.
Termin „konurbacija“ je formirao kao neologizam 1915. Patrik Gedes u njegovoj knjizi Gradovi u evoluciji. On je ukazao na sposobnost u to vreme nove tehnologije, električne struje i motorizovanog transporta da omogući gradovima da se rašire i aglomerišu. On je naveo primere iz Engleske, Nemačke, Amerike, kao i Japana.
Najveća konurbacija na svetu je Tokio (34 000 000 stanovnika). Spajanjem konurbacija nastaje megalopolis.